# Union (Union)
Union è il primo ed eponimo album in studio del gruppo musicale statunitense Union, pubblicato nel 1998.

## Tracce
Testi e musiche di Bruce Kulick, John Corabi e Curt Cuomo, eccetto dove indicato..
1. Old Man Wise – 4:18
2. Around Again – 6:10
3. Pain Behind Your Eyes – 4:33
4. Love (I Don't Need It Anymore) – 3:45
5. Heavy D... – 5:42
6. Let It Flow – 6:08
7. Empty Soul – 4:49 (Cuomo, Johnson, Kirkpatrick, Corabi, Kulick)
8. October Morning Wind – 4:10
9. Get Off My Cloud – 4:09
10. Tangerine – 4:43
11. Robin's Song – 4:28 (Corabi)

## Formazione
- John Corabi - chitarra, voce
- Brent Fitz - batteria, voce
- Jamie Hunting - basso, voce
- Bruce Kulick - chitarra, voce